# Korg: 70,000 B.C.
Korg: 70,000 B.C. (No Brasil: Korg e o Mundo Misterioso) é uma série de televisão de ficção pré-histórica criada por Fred Freiberger e produzida pela Hanna-Barbera Productions, transmitida pela ABC de 7 de setembro de 1974 a 30 de agosto de 1975.

## Enredo
Korg contou as aventuras de uma família de neandertais durante a Era do Gelo.   A série tinha um caráter educativo e baseava-se nas melhores pesquisas atuais sobre a vida neandertal; no entanto, algumas situações tiveram que ser atenuadas para um público jovem. O ator Burgess Meredith forneceu a narração.

## Elenco
O elenco incluía:
- Burgess Meredith: Narrador
- Jim Malinda: Korg
- Bill Ewing: Bok
- Naomi Pollack: Mara
- Christopher Man: Tane
- Charles Morteo: Tor
- Janelle Pransky: Ree

## Produção
O Museu Americano de História Natural e o Museu de História Natural do Condado de Los Angeles serviram como consultores da série A série foi um dos três programas "sérios" que a ABC lançou no sábado pela manhã, em 1974, junto com os dramas familiares animados Devlin e These Are The Days. Todos as três séries fracassaram nas classificações e todas foram canceladas em janeiro de 1975 (embora o Korg tenha sido reprisado até agosto).

## Episódios
| No. | Título                   | Exibição original      |
| --- | ------------------------ | ---------------------- |
| 1   | "The Blind Hunter"       | 7 de setembro de 1974  |
| 2   | "The Exile"              | 14 de setembro de 1974 |
| 3   | "The Big Water"          | 21 de setembro de 1974 |
| 4   | "The Eclipse of the Sun" | 28 de setembro de 1974 |
| 5   | "Trapped"                | 5 de outubro de 1974   |
| 6   | "The Story of Lumi"      | 12 de outubro de 1974  |
| 7   | "The Running Fight"      | 19 de outubro de 1974  |
| 8   | "The Beach People"       | 26 de outubro de 1974  |
| 9   | "The Ancient One"        | 2 de novembro de 1974  |
| 10  | "Tor's First Hunt"       | 9 de novembro de 1974  |
| 11  | "Magic Claws"            | 16 de novembro de 1974 |
| 12  | "The Hill People"        | 23 de novembro de 1974 |
| 13  | "The River"              | 30 de novembro de 1974 |
| 14  | "The Web"                | 7 de dezembro de 1974  |
| 15  | "The Picture Maker"      | 14 de dezembro de 1974 |
| 16  | "Ree and the Wolf"       | 21 de dezembro de 1974 |
| 17  | "Bok Loses Courage"      | 28 de dezembro de 1974 |
| 18  | "Moving Rock"            | 4 de janeiro de 1975   |
| 19  | "The Guide"              | 18 de janeiro de 1975  |

## Mídia doméstica
A "série completa" (na verdade, apenas 16 dos 19 episódios) foi lançada pelo Warner Archive em 11 de dezembro de 2012.

## Merchandise
Um jogo de tabuleiro de mesmo nome foi produzido pela empresa de brinquedos norte-americana Milton Bradley como uma ligação direta.
A Charlton Comics publicou uma revista em quadrinhos da Korg de maio de 1975 a novembro de 1976 (bem depois que o programa saiu do ar). A série foi escrita e desenhada por Pat Boyette e durou nove edições. As duas primeiras questões respeitam a credibilidade pré-histórica. Isso é alterado no número 3, onde um monstro sauriano desconhecido, mas de tamanho grande, aparece, sempre no conceito de "mundo perdido" (neste caso, uma ilha), bem como um mágico, o samaritano, na mesma medida, também tem direito a um robô no número 6. Ainda mais curioso, a série termina com o mito da Atlântida.
Em 6 ocasiões, uma conto dde 1 a 2 páginas foi publicado em cada edição:
Korg’s Woman (#4), A survivor (#5), Man, Against Beast (#6), Big Tooth (#7), Evil Omen (#8), The Ugly Ones (#9).